# Soknedal
Soknedal is een plaats in de Noorse gemeente Midtre Gauldal, provincie Trøndelag. Soknedal telt 263 inwoners (2007) en heeft een oppervlakte van 0,39 km². Tot 1964 was Soknedal een zelfstandige gemeente in de toenmalige provincie Sør-Trøndelag. In dat jaar fuseerde Soknedal samen met Budal, Singsås en Støren tot Midtre Gauldal.

## Geboren in Soknedal
- Magnar Solberg (1937), biatleet